# Прам

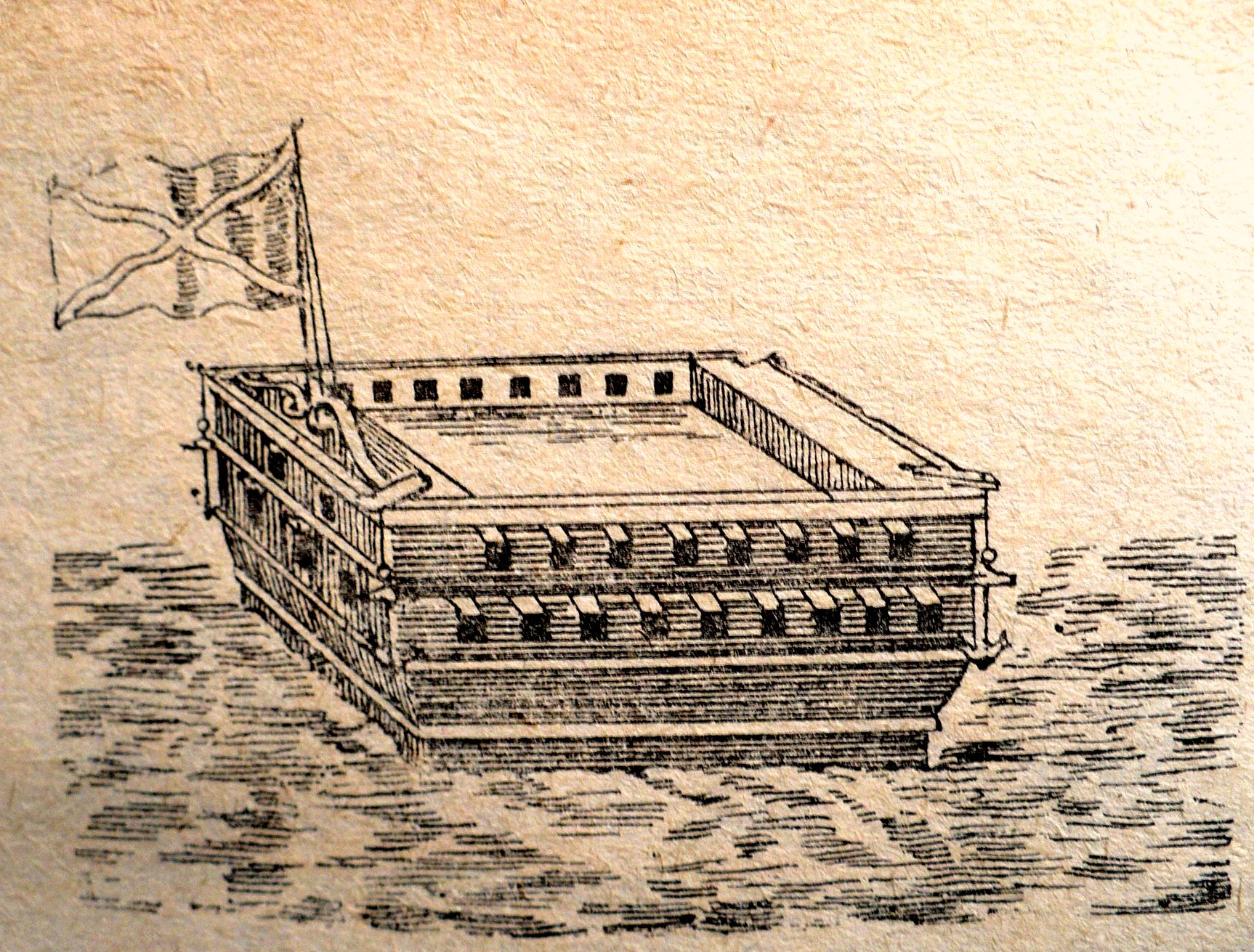
44-гарматний прам, побудований на судновій верфі міста Таврова

Прам (нід. praam, англ. pram) — тип плоскодонного судна з малою осадкою, що зазвичай рухається шляхом штовхання судна за допомогою довгої жердини. Історично часто використовувалися для перевезення сільськогосподарських вантажів або худоби через неглибокі канали та болотисті місцевості в Європі. У Нідерландах використовувалися для перевезення торфу. У Російській імперії прамами також називали допоміжні плоскодонні судна, що використовувалися для конопачення суден, перевезення вантажів та виконання інших портових робіт.
Під час Північної віни прами використовувалися як плавучі батареї для артилерійської підтримки під час висадки десанту.
Напівпрам — плоскодонне вітрильно-гребне судно, що відрізнялося від прама меншими розмірами і потужністю артилерійського озброєння.